# Poigenreich
Das Poigenreich (auch: Poigreich) war eine niederösterreichische Grafschaft, die das gesamte Horner Becken umfasste. Der Ort Poigen war der Verwaltungssitz des Poigenreiches.

## Geschichte
Das bairische Adelsgeschlecht der danach so benannten Grafen von Poigen(-Rebgau), möglicherweise ein Zweig der Grafen von Burghausen, Schala und Plain aus dem Raum Salzburggau, besiedelte und kolonialisierte um etwa 1000 n. Chr. dieses Gebiet, das zu dieser Zeit noch weitgehend von slawischer Bevölkerung bewohnt war. 1076 wird ein „rus Beuchriche“ erwähnt, das im 13. Jahrhundert „Grafschaft“ genannt wird. Die Grafen von Poigen stifteten im Jahr 1144 auch das Kloster Altenburg. In Folge erscheinen sie auch als Grafen und Edle von Poigen-Hohenberg und Rebgau. Das Geschlecht ist später entweder ausgestorben oder verarmt und damit in den Ritterstand zurückgetreten, denn von 1175 bis 1346 werden nur mehr „Ritter und Knappen“ von Poigen genannt. 
Die Besitzungen fielen um 1260 an Margaretha, die Gemahlin des Ottokar von Böhmen. Nachfolge des Gebiets war die Grundherrschaft Horn.
Zu den Poigen gehörten:
- Gebhard († 1144) ⚭ Hildburg (Stifterin von Altenburg)
  - Hermann
- Ulrich, Almar und Wichard (um 1210: „Ulricus, Almarus und Wichardus de Pügen“, Zeugen in einer Stiftung des Friedrich von Hohenberg, Bestätigungsurkunde Herzog Leopolds)[2]
- Popo und Wipoto (um 1276: „de Peugen“; Zeugen in einem Schiedsspruch des Stefan von Maissau)[2]

In Anlehnung an die Grafschaft Poigenreich wird bis heute die Region um Horn als Poigreich bezeichnet.